# 領家変成帯
領家変成帯（りょうけへんせいたい）は、中央構造線の内帯に接する変成岩帯である。高温低圧型の変成岩が分布する。中央構造線を挟んで南側の三波川変成帯と接する。
名称は、静岡県を流れる天竜川の支流水窪川沿いの地名、奥領家（浜松市天竜区水窪町奥領家）を由来とする。領家帯とも呼ばれる。

## 分布
長野県南部から九州まで続く。

## 成り立ち
中生代ジュラ紀に大陸縁の海溝で付加された付加体が、白亜紀に発生した古期領家花崗岩マグマの大規模な上昇による熱で片麻岩へ変成している。領家変成帯と三波川変成帯は同じジュラ紀の付加体で、白亜紀にそれぞれ異なる変成を受けた。三波川変成帯は海洋プレートの沈み込む低温高圧の条件で変成を受け、領家変成帯はマグマの上昇に伴い発生した高温低圧の条件で変成を受けた対の変成帯で、中央構造線の大規模な断層活動で互いに水平距離で60km、上下距離で20km離れていた領家変成帯と三波川変成帯が接するようになった。